# Кіріак (цар Мукурри)
Кіріак (д/н — бл. 768) — 7-й цар держави Мукурри-Нобатії в 747—768 роках.

## Життєпис
Походження його достеменно невідомо. Висловлюється припущення, що цей Кіріак і Кіріак, що був єпископом Нубії, одна особа. Останнього на прохання царя Авраама позбавлено сану. Втім він меншав в одну з монастирів. Проте певних підтверджень цьому немає.
У 747 році після вбивства прихильниками Авраама царя Марка посів трон. Обставини цього невідомі. Напевне йому довелося боротися з прихильниками колишнього царя Авраама, що спробував повернутися на трон. Втім кіріак зумів закріпитися при владі.
Налагодив листування з Михайлом I, коптським папою і патріархом Александрії. Це викликало занепокоєння єгипетського валі Абд аль-Маліка ібн Марвана, що арештував патріарха, оскільки побоювався загального повстання коптів. До того ж у цей час тривала війна між Омейядами і Аббасідами. За цих обставин Кіріак з потужним війська (начебто 100 тис. вершників) вдерся до Єгипту. Але ще до вирішальної битві Абд аль-Малік ібн Марван звільнив Михайла I, який переконав Кіріака повернутися до свого царства.
В подальшому не скористався ослабленням халіфату через тривалу війну за владу. Реформував державу, додавши до посади епарха Нобадії ще 2 епархів — Гадери і Донголи. Разом з тим дозволив прибути до Парохаса православного єпископа Ігнатія. 
Помер Кіріак близько 768 року. Йому спадкував Іоанн.